# Bandundu (prowincja)
Bandundu – prowincja w Demokratycznej Republice Konga (w latach 1971-1997 znanej jako Zair) o powierzchni 295.658 km², zamieszkana w 2012 roku przez 8,4 mln osób. Stolicą jest miasto Bandundu. Na mocy konstytucji z 2006 roku prowincja Bandundu ma zostać podzielona na trzy mniejsze prowincje: Kwilu, Kwango i Mai-Ndombe.